# Evangelische Kirche Stockhausen (Herbstein)

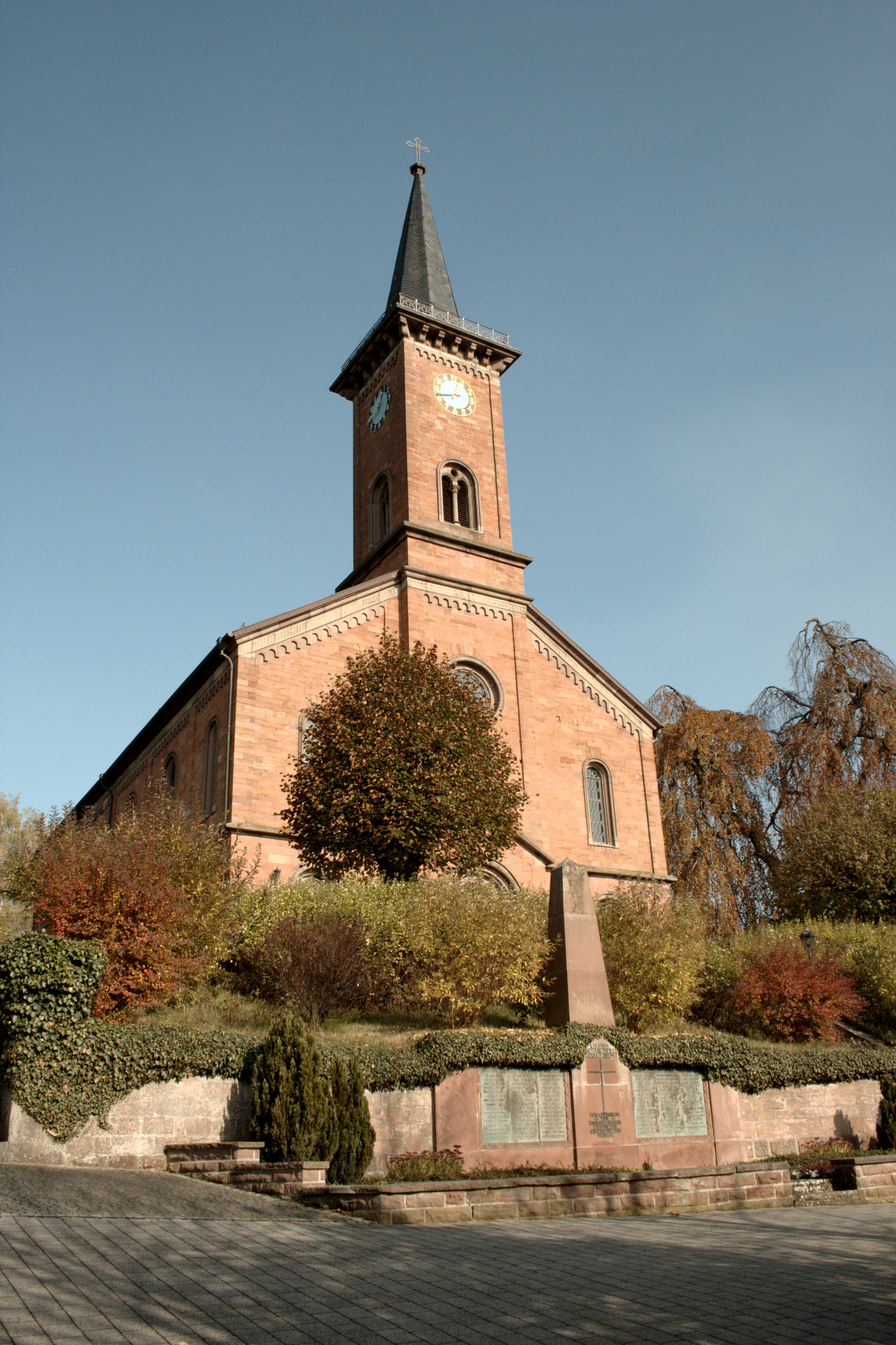
Evangelische Kirche (Stockhausen)

Die Evangelische Kirche Stockhausen ist ein denkmalgeschütztes Kirchengebäude, das in Stockhausen steht, einem Ortsteil der Gemeinde Herbstein im Vogelsbergkreis (Hessen). Die Kirchengemeinde gehört zum Dekanat Vogelsberg in der Propstei Oberhessen der Evangelischen Kirche in Hessen und Nassau.

## Beschreibung
Die neuromanische Saalkirche wurde 1847–1849 anstelle eines Vorgängerbaus aus Quadermauerwerk errichtet und am 1. November 1849 eingeweiht. Sie ist nicht geostet. Ihr schlanker, mit einem achteckigen, schiefergedeckten, spitzen Helm bedeckter Fassadenturm ist im Süden in das Kirchenschiff eingestellt, der schmale rechteckige Chor in Breite des Kirchenschiffs befindet sich im Norden. Ihre Wände sind durch Lisenen, zwischen denen sich Bogenfenster befinden, und Gesimse, u. a. unter der Dachtraufe, gegliedert.
Von den vier Kirchenglocken, zwei waren erst 1908 angeschafft worden, wurden zwei im Ersten Weltkrieg eingeschmolzen. Sie wurden 1927 ersetzt und im Zweiten Weltkrieg samt der alten abgeliefert. Die alte Glocke hat den Krieg überlebt, musste aber 1950 von der Glockengießerei Grüninger umgegossen werden, die auch zwei neue goss. Die 1950 umgegossene historische Glocke war 1970 gesprungen und musste neu gegossen werden. 1966 wurde die Turmuhr von 1865 durch eine neue ersetzt, die mit vier Ziffernblättern ausgestattet ist. 
Der Innenraum besitzt eine dreiseitige Empore. Die 1772–73  von Philipp Ernst Wegmann gebaute Orgel wurde 1844  an die Gemeinde in Ersrode verkauft. Eine neue Orgel mit 20 Registern, zwei Manualen und Pedal wurde von Förster & Nicolaus Orgelbau erbaut, deren Register später erweitert wurden.